# إريك موس
إريك موس (بالإنجليزية: Eric Moss)‏ (25 سبتمبر 1974 في بيلي - 10 مارس 2019 ) لاعب كرة قدم أمريكية من الولايات المتحدة.